# Тук (Библия)
Тук — библейский (ветхозаветный) термин, означающий чистый жир, — предмет пищи, который воспрещён иудеям по Библейскому тексту .
Тук часто употребляется в иносказательном смысле для обозначения лучших и богатейших земных произведений, равно как для означения отрадных духовных благословений: «тук земли» (Быт. 27:28); «как туком и елеем насыщается душа моя» (Пс. 62:6).
Откормленное животное обыкновенно называется в Священном Писании тучным или упитанным.

## Термин
В Талмуде тук (части жертвенных животных, предназначавшихся Богу и подлежавших сожжению) обозначен словами др.-евр. חלבים‬ и אימורים‬ . Этимологическое значение последнего слова точно не установлено; по мнению некоторых, говорит ЕЭБЕ, оно прοисходит от греческого др.-греч. μηρίά — лучшее мясо, вырезавшееся из бёдер вместе с жиром и сжигавшееся на жертвеннике в честь богов.

## О причинах запрета
«Весь тук Господу», говорится в Книге Левит. «Это постановление вечное в роды ваши, во всех жилищах ваших; никакого тука и никакой крови не ешьте» (Лев. 3:17).
По мнению авторов БЭАН, этим запрещением евреям преподавался нравственно-религиозный урок, а именно: что лучшая часть каждого дара, посылаемого нам Богом, должна быть прежде всего посвящаема Ему.
В повседневной жизни иудеи страдали проказой и другим заразными болезнями; оттого запрет принимать в пищу жир было мудрым предупреждением против возбуждения или усиления подобных болезней.

## Определение тука
Точное определение, какой род тука подходит под ритуальный запрет и употребление которого в пищу влечет за собой «карет» («небесная кара»), служило предметом спора даже между таннаями и амораями.
Различались термины «шумен» и «хелеб», причём последний означал жир, отделяемый тонкой кожицей от мяса и легко отслаиваемый от него (Хул., 49а, 50а). Сомнения возникали относительно курдюков, упоминаемых рядом с туком в Лев. 3:9; караимы, следуя, вероятно, древней саддукейской интерпретации, распространяли запрещение и на жир, заключающийся в хвосте, тогда как Раши, иерусалимский Таргум и др. считали его разрешённым, следуя в данном случае толкованию рав Аши в трактате «Хулин» (117а).
Что касается жира, найденного в утробе матери плода, то его Талмуд не относит к запрещённой пище (Хул., 92б) на том основании, что только тот жир запрещён, который может употребляться для жертвоприношения. Что касается жира, покрытого мясом, то он вообще разрешается; исключается лишь тот жир, который не покрывается мясом во время движения животного (Хул., 93а).
Позднейшие толкователи мотивировали запрещение употреблять в пищу сало требованиями гигиены. Маймонид, с одной стороны, признаёт гигиеническое значение запрещения (Море, III, 48), а с другой — мотивирует его требованиями ритуала (ib., 41).

### Тук и курдюк
Курдюк (жир на крестце и на вокруг хвоста барана) некоторых пород сирийских овец составляет массу жира иногда до 9 кг весом. Таким под хвост их подвязывалась небольшая тележка на колёсиках, чтобы облегчить животное от излишней тяжести. Тук и курдюк по обрядовому Моисееву закону, взятые из священнических рук при жертвоприношении, обычно сжигались на жертвеннике: «И возьми от овна тук и курдюк, и тук, покрывающий внутренности, и сальник с печени, и обе почки и тук, который на них… и сожги на жертвеннике со всесожжением, в благоухание пред Господом: это жертва Господу» (Исх. 29:22).